# Ictalurus balsanus
Ictalurus balsanus är en fiskart som först beskrevs av Jordan och Snyder, 1899.  Ictalurus balsanus ingår i släktet Ictalurus och familjen Ictaluridae. Inga underarter finns listade i Catalogue of Life.